# Cymoriza isorrhoa
Cymoriza isorrhoa là một loài bướm đêm trong họ Crambidae.